# Stephen Chbosky
Stephen Chbosky (Pittsburgh, 25 gennaio 1970) è uno scrittore, regista, sceneggiatore e produttore televisivo statunitense.
Chbosky è noto per aver scritto il romanzo epistolare Ragazzo da parete (The Perks of Being a Wallflower). Il suo romanzo è divenuto un cult negli Stati Uniti, tanto da essere considerato un best seller, è alla sua ventesima edizione e ha venduto oltre un milione di copie. Quest'ultimo è stato tradotto in sette lingue e pubblicato in Europa, Sud America e Asia.
All'età di 23 anni, Chobosky ha scritto e diretto il suo primo lungometraggio The Four Corners Nowhere, che è stato presentato in concorso al Sundance. Dal 2006 al 2008 è co-ideatore della serie televisiva Jericho.
Inoltre Chbosky è il regista del film Noi siamo infinito, tratto dal suo romanzo Ragazzo da parete, le cui riprese si sono svolte dal 9 maggio 2011 al 29 giugno 2011. Il film vede protagonisti Logan Lerman nel ruolo di Charlie, Emma Watson nel ruolo di Sam ed Ezra Miller nel ruolo di Patrick.

## Filmografia

### Regista
- The Four Corners of Nowhere (1995)
- Noi siamo infinito (The Perks of Being a Wallflower) (2012)
- Wonder (2017)
- Caro Evan Hansen (Dear Evan Hansen) (2021)
- Nonnas (2025)

### Sceneggiatore
- The Four Corners of Nowhere, regia di Stephen Chbosky (1995)
- Brutally Normal – serie TV, episodi 1x01-1x04 (2000)
- Rent, regia di Chris Columbus (2005)
- Jericho – serie TV, episodi 1x01-1x02-1x17 (2006-2007)
- Noi siamo infinito (The Perks of Being a Wallflower), regia di Stephen Chbosky (2012)
- The Divergent Series: Allegiant, regia di Robert Schwentke (2016)
- La bella e la bestia (Beauty and the Beast), regia di Bill Condon (2017)
- Wonder, regia di Stephen Chbosky (2017)